# 휴 로리
휴 로리(영어: Hugh Laurie, OBE, 1959년 6월 11일 ~ )는 영국의 배우, 코미디언이다. 1980년대 시트콤 《블랙애더》에 출연하였으며, FOX의 의학 드라마 《하우스》의 그레고리 하우스 역으로 잘 알려져 있다.
2006년과 2007년 골든 글로브상 TV 드라마 남우주연상을 연속으로 수상하였으며, 2007년 미국 배우 조합상의 TV 드라마 남우주연상을 받았다.

## 출연 작품
- 《블랙애더》
- 《하우스》
- 《스튜어트 리틀》
- 《스튜어트 리틀 2》
- 《센스 앤 센서빌리티》
- 《어메이징 모리스》 - 모리스 역 (목소리)
- 투모로우랜드

## 서훈
- 2007년 대영 제국 훈장 4등급(OBE) 수훈[1]